# 荒政 (政策)
荒政是中国历代政府應对災荒而采取的救災政策。

## 历史
中國很早就认识到災難，例如地震、旱災、水災、蝗災、瘟疫等，容易造成社會動蕩。因此執政者很早就提出荒政，《礼记·月令》载：“季春之月，天子布德行惠，命有司发仓廩，赐贫穷，赈乏绝。”。西周時期荒政已初具雛形。《周礼·地官·大司徒》：“以荒政十有二聚万民。”，“荒政十二”包括“散利”（发放救济物资）、“薄征”、“缓刑”、“驰力”（放宽力役）、“舍禁”（取消山泽禁令，准许百姓渔猎）、“去几”（免除关市征税）、“眚礼”（省去吉礼的礼数）、“杀哀”（省去凶礼的礼数）、“蕃乐”（不准歌舞作乐）、“多昏”、“索鬼神”（向鬼神祈祷降福）、“除盗贼”。
先秦時代已出現“勸分”，屬於一種社會救助現象，所謂“救荒之政，莫急於勸分。”。黃震說“勸分者，勸富室以惠小民也。損有余而補不足，天道也，國法也。富者種徳，貧者感恩，鄉井盛事也。”
汉代荒政措施和制度已经较完备，对于抵御自然灾害、安定人民生活、恢复社会生产、稳定统治秩序都有积极意义。
為了激勵地主賑災，北宋天禧元年二十五日，“詔諸州官吏，如能勸誘蓄積之民，以廩粟賑恤饑乏，許書歷為課。”
南宋董煟編著《救荒活民書》是第一本救荒專書。俞森编纂《荒政丛书》，“辑古人救荒之法，于宋取董煟，于明以来取林希元、屠隆、周孔教、钟化民、刘世教、魏禧，凡七家之言”，總結清朝以前的救災措施。《古今图书集成》收集有大量灾荒资料，見諸於食货典、乾象典、职方典。乾隆十年（1745年）共免“額征正賦二千八百萬兩有奇”。
前清集我国古代荒政之大成，并将其发展到较高的水准，执行的比较认真；道光以后，荒政弊端丛生，有名无实。
20世界三十年代，邓拓编写了《中国救荒史》。
1949年中华人民共和国成立后，中央内政部下设社会司，负责社会福利和社会救济工作。1953年8月荒政移交给内务部救济司。1955年5月，救济司改名为农村救济司，主管农村的自然灾害救济和农村的社会救济。1958年8月农村救济司改为农村救济福利司。1969年1月内务部撤销后，救灾、救济工作归国家财政部。1978年3月5日，第五届全国人民代表大会第一次会议通过决议，设立中华人民共和国民政部，内设农村社会救济司。1988年改名为救灾救济司。内设救灾捐赠（综合）处、救灾处、备灾处、减灾处。
联合国联合国分别在1987年12月11日通过的第42届联大169号决议、1988年12月20日通过的第43届联大203号决议，以及经济及社会理事会1989年的99号决议，确定决定从1990年至1999年开展“国际减轻自然灾害十年”活动，规定每年10月的第二个星期三为“国际减少自然灾害日”(International Day for Natural Disaster Reduction) 6以及 减灾十年国际行动纲领。1989年4月成立的中国国际减灾十年委员会是国家级部际协调机构,由国务院32个部、委、局和中国人民解放军总参谋部的负责人担任委员，委员会主任由国务院秘书长李贵鲜兼。2000年10月，国务院决定将“中国国际减灾十年委员会”更名为“中国国际减灾委员会”，其主要任务是：研究制定国家减灾工作的方针、政策和规划，协调开展重大减灾活动，指导地方开展减灾工作，推进减灾国际交流与合作。2005年4月更名为国家减灾委员会。